# Corochinato (album)
Corochinato è il sesto album in studio del gruppo musicale italiano Ex-Otago, pubblicato l'8 febbraio 2019.

## Descrizione
Anticipato dai singoli Tutto bene, Questa Notte e Bambini, l'album è stato pubblicato in concomitanza con il singolo Solo una canzone, presentato al Festival di Sanremo 2019, ed è costituito da dieci brani.
Prende il nome dal Corochinato, aperitivo tipico del capoluogo ligure , come spiegato in un'intervista rilasciata a Claudio Cabona per il Secolo XIX. Riguardo alla scelta del nome, il cantante del gruppo Maurizio Carucci ha detto:
Il chitarrista Francesco Bacci ha aggiunto al riguardo:

## Tracce
1. Forse è vero il contrario – 3:13
2. Bambini – 3:25
3. Torniamo a casa – 3:32
4. Questa notte – 3:06
5. Tutto bene – 3:11
6. Solo una canzone – 3:47
7. Le macchine che passano – 3:06
8. La notte chiama – 3:14
9. Infinito – 3:27
10. Tu non mi parli più – 3:37

## Formazione
Gruppo
- Maurizio Carucci – voce, cori, tastiere
- Francesco Bacci – chitarra elettrica, tastiere, basso
- Simone Bertuccini – chitarra acustica, chitarra classica, basso
- Olmo Martellacci – tastiere, sintetizzatore, pianoforte, wurlitzer, basso, sassofono
- Rachid Bouchabla – batteria, percussioni

Altri musicisti
- Matteo Cantaluppi – tastiere, sintetizzatore, programmazione, pianoforte, percussioni, chitarra elettrica
- Dario Faini – pianoforte, sintetizzatore, programmazione (traccia 8)
- Nicola Manzan – violino, viola (traccia 4)
- DJ Kamo – scratching (traccia 7)